# Gerda Müller

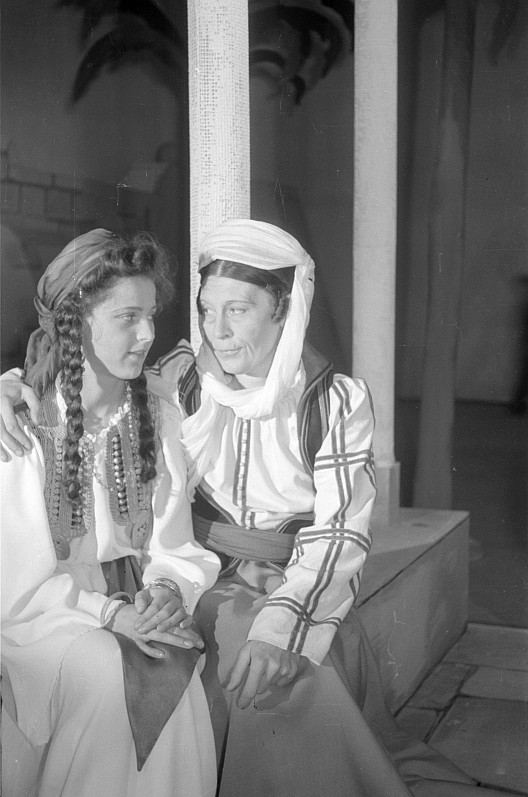
Agathe Poschmann y Gerda Müller (der.) en Nathan el Sabio en 1945

Gerda Müller (30 de julio de 1894 – 26 de abril de 1951) fue una actriz teatral de nacionalidad alemana.

## Biografía
Nacida en Tarniny, en la actual Polonia, estudió en la Escuela de Arte Dramático Ernst Busch, en Berlín, donde recibió lecciones de Lucie Höflich, Hermine Körner y Eduard von Winterstein. Entre 1917 y 1922 trabajó en la Ópera de Fráncfort. En Fráncfort participó en la producción original de la pieza de Arnolt Bronnen Vatermord. En 1922 se mudó a Berlín, donde trabajó con Leopold Jessner en el Konzerthaus Berlin, que era en la época uno de los principales teatros alemanes. En su período en Berlín también hizo actuaciones como actriz invitada en el Deutsches Theater, el Teatro Lessing y el Teatro Schiller, trabajando con directores como Heinz Hilpert y Bertolt Brecht.
En el año 1927 se casó con el director de orquesta Hermann Scherchen, separándose al poco tiempo, y de manera no amistosa. Tuvo además una relación sentimental con Carl Zuckmayer, y en 1931 se casó con el jurista Hans Lohmeyer, alcalde de Königsberg.
Tras la toma del poder por parte de los Nazis en 1933, el marido de Müller, no perteneciente al Partido Nacionalsocialista Obrero Alemán, fue suspendido de sus deberes en la alcaldía. Gerda Müller también se retiró a su vida privada mientras duró el régimen, posiblemente a causa de una grave infección pulmonar, aunque algunas fuentes indican que le fue negado actuar en el teatro por complicaciones surgidas tras el fin no consensuado de su primer matrimonio con Hermann Scherchen.
Finalizada la Segunda Guerra Mundial, la parte este de Berlín se encontraba principalmente en la zona de ocupación soviética. El Deutsches Theater reabrió en septiembre de 1945 bajo la dirección de Gustav von Wangenheim, y Gerda Müller formó parte de la compañía. Entre 1945 y su muerte en 1951 actuó en diferentes papeles protagonistas. Poco antes de fallecer, ella encabezaba el reparto de la obra de Bertolt Brecht Madre Coraje y sus hijos, actuación que le valió el Premio Nacional de la RDA.
Gerda Müller falleció en Berlín, en el año 1951.

## Filmografía (selección)
- 1949 : Die Kuckucks
- 1951 : Die letzte Heuer

## Radio
- 1946 : Gerhart Hauptmann: Agamemnons Tod, dirección de Hanns Korngiebel (Drahtfunk Berlin)
- 1950 : Jacques Roumain: Herr über den Tau, dirección de  Hanns Farenburg (Berliner Rundfunk)